# Thomas Pelham-Holles
Thomas Pelham-Holles (Londen, 21 juli 1693 –Londen, 17 november 1768), 1e hertog van Newcastle-upon-Tyne en 1e hertog van Newcastle-under-Lyne, was een Brits Whig-politicus. Pelham was eerste minister van 16 maart 1754 tot 16 november 1756 en van 2 juli 1757 tot 26 mei 1762. Zijn broer Henry was zijn voorganger als eerste minister.

## Levensloop
Hij was de oudste zoon van Thomas Pelham, de eerste baron Pelham van Laughton, en zijn tweede vrouw Lady Grace Holles. Hij volgde onderwijs aan de Westminster School van Oxford en aan het Clare College van Cambridge.
Na de dood van zijn oom langs moederskant in juli 1711, nam Thomas Pelham zijn bezittingen over, op voorwaarde dat hij zich voortaan Thomas Pelham-Holles liet noemen. Na de dood van zijn vader één jaar later, erfde hij ook diens barontitel. Dit maakte hem een aanzienlijke grootgrondbezitter en zorgde ervoor dat hij meer invloed kon uitoefenen op de verkiezing van parlementsleden in Sussex, Nottinghamshire en Yorkshire. Zijn steun aan de toen dominante Whigs en aan de troonbestijging van koningGeorge I bezorgden hem een reeks adellijke titels, waaronder hertog van Newcastle. Voortaan werd Thomas Pelham Newcastle genoemd.
In 1717 ontstond er een breuk binnen de Whigs en Newcastle koos de zijde van de graaf van Stanhope en de graaf van Sunderland. Datzelfde jaar huwde hij met Lady Henrietta Godolphin en werd kort nadien benoemd tot Lord Chamberlain, een belangrijke functie binnen het koninklijke huishouden, een functie die hij uitoefende tot in 1724. Ook nog in 1717 zorgde Newcastle ervoor dat zijn jongere broer Henry Pelham verkozen raakte tot parlementslid. Dit betekende het begin van zijn jarenlange politieke loopbaan.
In de functie van Lord Chamberlain bouwde hij een vertrouwensrelatie op met koning George I. Nadat Robert Walpole in 1721 premier van Groot-Brittannië werd, kreeg hij echter een belangrijke politieke rol. In 1724 werd hij benoemd tot minister van het Zuidelijke Departement, een belangrijke functie in de Britse buitenlandse politiek. In 1748 werd hij daarna minister van het Noordelijke Departement, wat hij bleef tot in 1754.
Newcastle geloofde dat door de heersers van het Heilige Roomse Rijk te beschermen en met hen een alliantie te sluiten expansie van Frankrijk vermeden kon worden. Dit idee bleef tijdens zijn verdere politieke loopbaan zeer belangrijk voor Newcastle. In 1733 wilde hij dat Groot-Brittannië de zijde van Oostenrijk zou kiezen bij de Poolse Successieoorlog, maar premier Walpole weigerde. Dit was het begin van zware spanningen tussen Walpole en Newcastle. Newcastle schatte ook beter dan Walpole in wat de kracht van de publieke opinie kon zijn. De invloed van de publieke opinie zorgde onder meer voor het uitbreken van een oorlog met Spanje in 1739.
Nadat het premierschap van Walpole in 1742 eindigde, domineerden Newcastle, zijn broer Henry Pelham en de hertog van Hardwicke de regering. Newcastle hield zich bezig met de buitenlandse politiek, Henry Pelham met de binnenlandse politiek. Soms waren er echter conflicten tussen de broers, vooral omdat Newcastle vond dat er sterke buitenlandse allianties moesten komen wat voor dure financiële kosten zorgde. Nadat Henry Pelham in 1754 stierf, volgde Newcastle zijn jongere broer op als premier. Koning George II overtuigde hem om ook minister van Financiën te worden. 
Verschillende gebeurtenissen en politieke misrekeningen de volgende tweeënhalf jaar leidden uiteindelijk tot het einde van zijn eerste premierschap. Newcastle, die altijd schrik had voor potentiële rivalen, weigerde om de macht van de grootgrondbezitters in te perken en hij steunde Henry Fox, leider van het House of Commons, om te vermijden dat Fox zich zou afkeren van hem. Newcastle slaagde er ook niet in om de Zevenjarige Oorlog te vermijden. Nadat Frankrijk het eiland Minorca veroverde, in die periode een Britse kolonie, kwam Newcastle onder vuur te liggen. Vervolgens nam hij in november 1756 ontslag.
In juni 1757 keerde hij echter terug als premier en werd opnieuw minister van Financiën. Zijn beheer van de financiën zorgde ervoor dat minister van Buitenlandse Zaken William Pitt de Oudere zijn strategische politiek kon uitvoeren, wat uiteindelijk zou leiden tot de Britse overwinning in de Zevenjarige Oorlog. Oorlogsmoeheid en de troonsbestijging van koning George III leidden tot spanningen in de regering. Hierdoor namen in 1761 William Pitt de Oudere en in mei 1762 Newcastle ontslag uit de regering.
Van 1765 tot 1766 was hij nog kort Lord Privy Seal. In november 1768 stierf hij in zijn verblijf in Londen. Newcastle, tijdens zijn politieke loopbaan meermaals beschuldigd van incompetentie, werd beschouwd als een politicus die zijn succesvolle politieke loopbaan te danken had aan zijn steun aan de monarchie en aan zijn vaardigheden om de zaken steeds te kunnen beheren.